# Сатрий Адриан
Сатрий Адриан (лат. Satrius Adrianus) — римский политический деятель начала IV века.
О биографии Сатрия Адриана сохранилось мало сведений. В 307 году он занимал должность презида Фиваиды. Во время его управления провинцией произошли гонения на христиан, описанные в житиях святых. В источниках его имя упоминается по-разному: и Сатрий Адриан, и Сатрий Арриан, и Ариан. Иногда период его нахождения в Фиваиде относят к правлению Диоклетиана.